# PSIAC
PSIAC ist eine internetgestützte Datenbankanwendung zur Abfrage von Arzneimittelwechselwirkungen, die den Stand der Wissenschaft zur Kombinierbarkeit von Psychopharmaka untereinander und mit anderen Medikamenten darstellen soll. In einer Studie entwickelten 82 Prozent der Patienten, die 7 oder mehr Medikamente einnahmen, unerwünschte Arzneimittelwirkungen. Besondere Aufmerksamkeit verdienen die Arzneimittelwechselwirkungen, weil diese in 20 bis 30 Prozent der Fälle ursächlich für unerwünschte Arzneimittelwirkungen sind. Vermarktet wurde PSIAC zunächst als eigenständiges Anwendungsprogramm für Windows im Wissenschaftsverlag Springer Science+Business Media. Die Inhalte wurden von einem interdisziplinären Autorenteam um Christoph Hiemke, Matthias Dobmeier, Gabriel Eckermann und Ekkehard Haen erstellt und gepflegt. Im Jahr 2006 wurde, ebenfalls bei Springer, eine Variante als internetgestützte Datenbankanwendung vermarktet. Am 1. Januar 2018 wurden die Rechte an PSIAC vollständig durch Springer Science+Business Media übernommen.